# گاز سنتز
گاز سنتز (به انگلیسی: Synthesis gas) به مخلوط گازی اطلاق می‌شود، که ترکیبی از هیدروژن و کربن منوکسید به نسبت‌های مختلف است. گاز سنتز به‌عنوان یک محصول میانی در صنعت پتروشیمی برای تولید سوخت، سنتز محصولات پرارزش و بسیاری موارد دیگر استفاده می‌شود.
این در حالی است که خود این محصول که فرایندها و تکنولوژی‌های رسیدن به آن متنوع و تا حدی پیچیده‌است، دارای مصرف مستقیم برای عرضه به بازار نیست و خود در کارخانه یا پروژهٔ مورد نظر که معمولاً هدف بالاتری دارد، مصرف می‌شود.
از گاز سنتز می‌توان به عنوان منبع هیدروژن برای تولید آمونیاک، متانول، اتیلن گلیکول و هیدروژن‌دهی در عملیات پالایش و حتی به‌عنوان سوخت و نیز روان‌ساز در فرایند فیشر–تروپش استفاده کرد. گاز سنتز از هیدروکربن‌ها، گاز طبیعی، نفتا، زیست‌توده و زغال‌سنگ به‌دست می‌آید.

## اهمیت گاز سنتز
گاز سنتز مادهٔ اولیه بسیار با ارزشی جهت تولید مواد متنوع شیمیایی است. با استفاده از این گاز و فرایندهای مختلف، می‌توان مواد متنوع شیمیایی را تولید نمود.
بسته به روش تولید آن نسبت‌های مختلف هیدروژن به کربن منوکسید به دست می‌آید.
همچنین در موارد مصرف در صنعت، بسته به فرایندی که گاز سنتز به عنوان خوراک در آن مورد استفاده قرار می‌گیرد، نسبت‌های مختلف لازم است.
بیشتر روش‌های استفاده از گاز طبیعی جهت تولید فراورده‌های باارزش، مستلزم تولید گاز سنتز به عنوان حد واسط است.

## عمده مصارف گاز سنتز
- تهیهٔ متانول: از آنجایی که متانول به مقدار زیاد در سنتز استیک اسید و مواد متعدد دیگر مصرف می‌شود اهمیت فراوانی در صنعت دارد. متانول طبق واکنش زیر از گاز سنتز تهیه می‌شود: CO+2H2→ CH3OH
- تهیهٔ آمونیاک: آمونیاک به مقدار زیاد در تولید اوره و مواد متعدد دیگر مانند کودهای آمونیاکی مصرف می‌شود که اهمیت فراوانی در صنعت کشاورزی دارد.
- تهیهٔ اتیلن گلیکول: در این روش اتیلن گلیکول بر اثر تراکم گاز سنتز در فشار بالا و در حضور کاتالیست تولید می‌شود. 2CO+3H2→ HOCH2CH2OH
- واکنش‌های هیدروفرمیلاسیون: در این نوع فرایند از ترکیب اولفین‌ها و گاز سنتز، انواع آلدهیدها تولید می‌شوند. این واکنش اکسوسنتز نیز نامیده می‌شود.CH3CH=CH2+ CO+H2→ CH3CH2CH2OH
- سنتز فیشر تروپش (Fischer – Tropsch reaction): در این فرایند، گاز سنتز به مولکول‌های بنزینی در گسترهٔ C8 تبدیل می‌شود. در اصل این واکنش اُلیگومریزاسیون کربن منوکسید به‌وسیلهٔ هیدروژن جهت تشکیل محصولات آلی است. 8CO+16H2→C8H16 +8H2O

## روش‌های تولید گاز سنتز
1. تهیهٔ گاز سنتز از زغال‌سنگ: در فرایند تهیهٔ گاز سنتز از زغال‌سنگ یا گازی کردن زغال‌سنگ، بخار آب و اکسیژن در دمای ۸۷۰ درجهٔ سانتی‌گراد و فشار۲۷ اتمسفر با زغال‌سنگ ترکیب می‌شود. محصول حاوی ۲۲٫۹ درصد هیدروژن ۴۶٫۲ درصد کربن منوکسید، ۷٫۸ درصد کربن دی‌اکسید، ۲۲٫۵ درصد آب و ۰٫۶ درصد کربن، متان و نیتروژن است. پس از جداسازی گاز کربن دی‌اکسید، محصول برای فروش از طریق خطوط لوله عرضه می‌شود.
2. تهیهٔ گاز سنتز از مواد سنگین نفتی: مواد سنگین نفتی با اکسیژن (نه هوا) در دمای ۱۳۷۰ درجه سانتیگراد و فشار ۱۰۲ اتمسفر ترکیب شده و گاز سنتز تولید می‌کند.
3. تهیهٔ گاز سنتز از نفتا: نفتا با بخار آب در مجاورت کاتالیست نیکل در دمای ۸۸۵ درجهٔ سانتیگراد و فشار ۲۵ اتمسفر ترکیب و گاز سنتز حاصل می‌شود.
4. تهیهٔ گاز سنتز از گاز طبیعی: این روش که در جهان متداول‌تر است، در دو مرحلهٔ کراکینگ و خالص‌سازی، گاز طبیعی به گاز سنتز تبدیل می‌گردد. در این روش از کبالت، مولیبدیم و اکسید روی به عنوان کاتالیست استفاده می‌شود. محصول نهایی حاوی ۸۳٫۸ درصد هیدروژن، ۱۴٫۸ درصد کربن منوکسید، ۰٫۱ درصد کربن دی‌اکسید و مقداری متان، نیتروژن و بخار آب است.